# Harry B. Sherman
Harry Benham Sherman (* 25. April 1894 in Honeoye Falls, Monroe County, New York; † 20. Januar 1974 in San Mateo, San Mateo County, Kalifornien) war ein Brigadegeneral der United States Army. Er war unter anderem kommissarischer Kommandeur der 5. Infanteriedivision.
Harry Sherman war ein Sohn von Daniel Sherman und dessen Frau Marilla Sherman. Im Jahr 1918 absolvierte er die United States Military Academy in West Point. Nach seiner Graduation wurde er als Leutnant der Infanterie zugeteilt. In der Armee durchlief er anschließend alle Offiziersränge vom Leutnant bis zum Brigadegeneral.
In seinen jüngeren Jahren absolvierte er den für Offiziere in den niederen Rangstufen üblichen Dienst in unterschiedlichen Einheiten und Standorten. Dazu gehörten auch Aufgaben als Stabsoffizier in verschiedenen Hauptquartieren. Nach dem Ende des Ersten Weltkriegs war er für einige Zeit in Deutschland stationiert. In den 1920er Jahren besuchte er neben seinen regulären Offiziersaufgaben die Panzerschule (Tank School) und die Infantry School. Anfang der 1930er Jahre war er Dozent an der University of South Dakota.
Im weiteren Verlauf der 1930er Jahre war er unter anderem in Fort Leavenworth in Kansas, in den Chilkoot Barracks in Alaska und am Panamakanal stationiert. Dort verblieb er bis zum November 1941. Nach dem amerikanischen Eintritt in den Zweiten Weltkrieg am 7. Dezember 1941 wurde Harry Sherman zum Stab des 15. Infanterieregiments versetzt. Diesem Stab gehörte er bis zum 3. Januar 1943 an. Das Regiment wurde zunächst auf einem Kriegseinsatz vorbereitet und nahm dann an der Landung der Alliierten in Nordafrika teil.
Zwischen dem 3. Januar 1943 und dem 3. Juli 1944 kommandierte Sherman das 7. Infanterieregiment, das zunächst ebenfalls in Nordafrika und dann in Italien eingesetzt war. Danach gehörte er bis zum Oktober 1944 dem Stab der 3. Infanteriedivision an, die ebenfalls auf dem europäischen Kriegsschauplatz eingesetzt war und zunächst in Italien und dann in Südfrankreich kämpfte. Im Oktober 1944 wurde er zur 88. Infanteriedivision versetzt, deren Stab er bis zum April 1945 angehörte. Die Division drang von Italien nach Norden über die Alpen bis nach Innsbruck vor. Anschließend war Sherman zwischen April und Oktober 1945 Stabsoffizier bei der 34. Infanteriedivision, die dann vorübergehend deaktiviert wurde.
Im Dezember 1945 wurde Harry Sherman stellvertretender Kommandeur der 5. Infanteriedivision. In dieser Eigenschaft war er zwischen dem 20. Juni und dem 20. Juli 1946 kommissarischer Divisionskommandeur. Danach wurde er dem Stab der 3. Infanteriedivision zugeteilt, wo er bis Januar 1947 stellvertretender Divisionskommandeur war.
Zwischen dem 24. Januar 1947 und dem 14. Juli 1949 kommandierte Sherman den Militärstützpunkt Camp Carson in Colorado. Anschließend wurde er auf die Ryūkyū-Inseln einschließlich Okinawas versetzt, wo er zwischen August 1949 und Februar 1950 stellvertretender amerikanischer Militärgouverneur war. Anschließend war er bis zum April 1952 stellvertretender Kommandeur der dort stationierten amerikanischen Bodentruppen. Sein letztes Kommando führte ihn nach Alabama, wo er zwischen April 1952 und April 1953 den Militärstützpunkt Fort McClellan kommandierte. Anschließend schied er aus dem aktiven Militärdienst aus.
Harry Sherman verbrachte seinen Lebensabend in Paradise in Kalifornien. Er starb am 20. Januar 1974 in San Mateo und wurde auf dem Friedhof der Militärakademie in West Point beigesetzt.

## Orden und Auszeichnungen
Harry Sherman erhielt im Lauf seiner militärischen Laufbahn unter anderem folgende Auszeichnungen:
- Distinguished Service Cross
- Legion of Merit
- Bronze Star Medal
- Italienisches Verdienstkreuz (Italian Cross of Valor).